# Palloptera scutellata
Palloptera scutellata is een vliegensoort uit de familie van de Pallopteridae. De wetenschappelijke naam van de soort is voor het eerst geldig gepubliceerd in 1835 door Justin Pierre Marie Macquart.